# اتحادیه عربپور
اتحادیه عربپور (به لاتین: Arabpur Union) یک منطقهٔ مسکونی در بنگلادش است که در Jessore Sadar Upazila واقع شده‌است.
 اتحادیه عربپور ۶۷٫۲۴ کیلومتر مربع مساحت و ۴۶٬۸۹۳ نفر جمعیت دارد.